# Grev Bernstorffs Ankomst
Grev Bernstorffs Ankomst er en dansk dokumentarisk optagelse fra 1917.

## Handling
Amerikabåden SS Frederik VIII ankommer til Københavns Havn. Sejler gennem isfyldt vand. Skibet lægger til kaj og passagerer går fra borde. Blandt dem er den tyske gesandt i Amerika, Grev Johan Heinrich Bernstorff, der har forladt USA ved landets indtræden i 1. verdenskrig.